# Hunky Dorys Park
L'Hunky Dorys Park (precedentemente conosciuto come United Park) è uno stadio irlandese situato a Drogheda. È il terreno casalingo dello Drogheda United Football Club dall'anno 1979. Lo stadio ha una capienza di circa 2.000 posti di cui 1/5 a sedere. Durante l'estate 2010 sono in programma lavori per la costruzione di nuovi servizi igienici, di una tribuna dotata di 1.500 seggiolini ed una zona coperta per i disabili su sedie a rotelle.

## Storia
Il nome Hunky Doris deriva dallo sponsor della squadra, un'azienda che produce patatine dall'aspetto incavato. Questo dal 2010, mentre dal 2002 al 2003, sempre per ragioni di sponsor, lo stadio era conosciuto come O2 Park. Seppure la capienza fosse maggiore, circa 5.400 posti complessivi, è stata ridotta a 2.000 per ragioni di sicurezza, su richiesta del 
Louth County Fire Officer. L'impianto ha ospitato cinque match della Nazionale di calcio dell'Irlanda Under-21, più altri match giovanili della nazionale e alcune partite dell'Europeo di calcio UEFA under-16 del 1994. Alcune indiscrezioni vogliono che il club si possa trasferire in un impianto di 10.000 posti solo a sedere.